# Kalíninskaia (Rostov)
|  | Per a altres significats, vegeu «Kalíninskaia». |

Kalíninskaia (en rus: Калининская) és un poble (una stanitsa) de l'óblast de Rostov, a Rússia, segons el cens rus del 2019 tenia 1.039 habitants. Pertany al districte de Tsimliansk.